# Ахмета
Ахме́та (груз. ახმეტა) — город в Грузии, административный центр одноимённого муниципалитета, в 29 километрах к северо-западу от Телави.
Население — 7505 человек (2014 год).

## География
У города протекает река Алазани.

## История
24 июня 1959 года Ахмета получила статус посёлка городского типа, а в 1966 году — статус города.

## Промышленность
В городе действует пять заводов: гидролизно-дрожжевой завод, лесообрабатывающий комбинат, консервный, винодельческие заводы и маслосырозавод.

## Религия
Самый большой монастырь в городе — Алаверди.

## Уроженцы
- Елена Сагирашвили, мать министра иностранных дел России в 1998—2004 гг. Игоря Иванова[4]

## Галерея

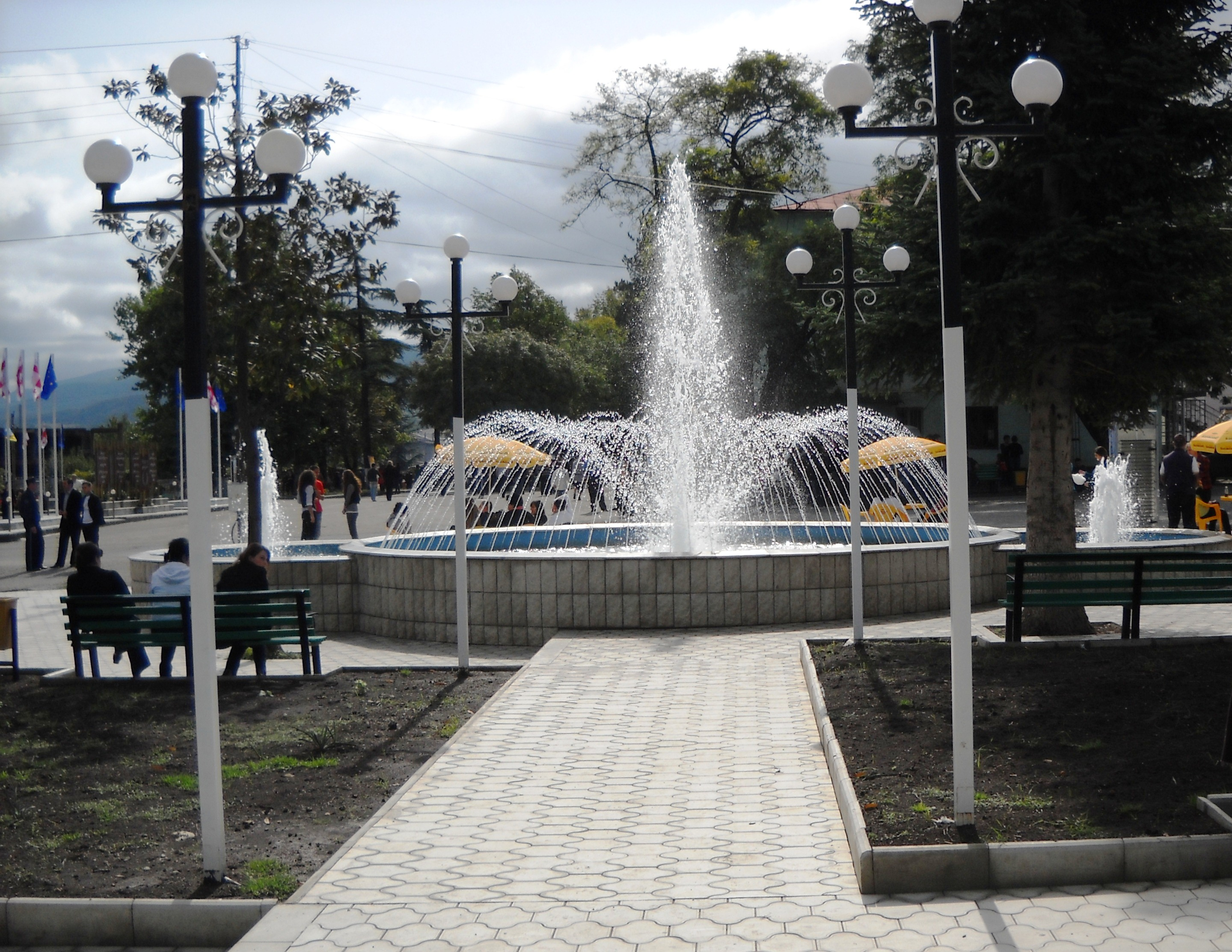
Центр города Ахмета
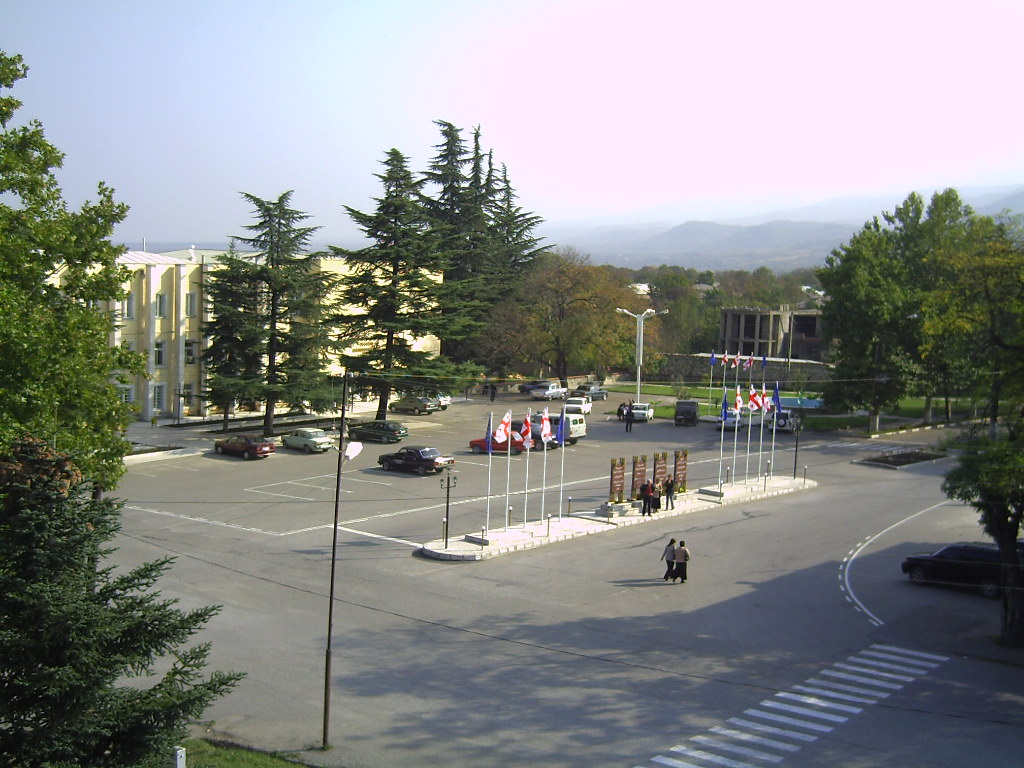
Центр города Ахмета
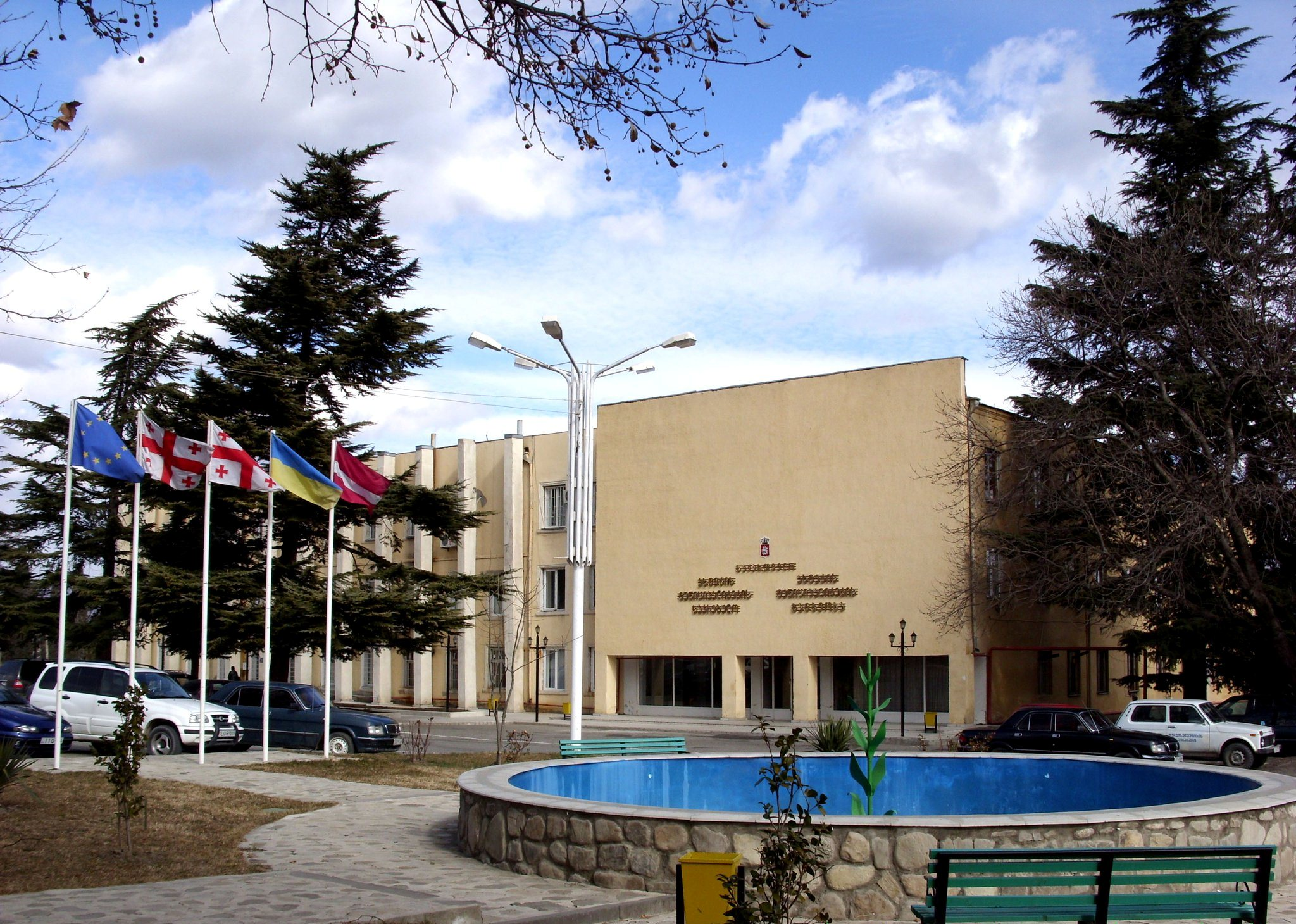
Дом администрации города Ахмета
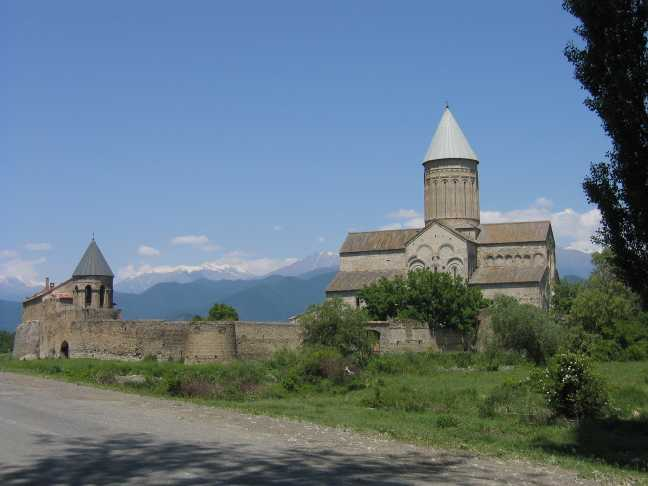
Алаверди. XI в.